# 페라라 공국
페라라 공국(Ducato di Ferrara)은 오늘날 이탈리아 북부에 있었던 국가이다. 페라라를 포함해 포강 저지대 남쪽에서 레노 강 저지대까지 뻗어 있는 1,100km 크기로 구성되어 있었다. 1146년부터 신성 로마 제국의 봉신이였던 에스테 가가 통치했다.
1471년에 페라라 공국은 신성 로마 제국에서 교황령 영토로 넘어가게 되었다. 당시 이미 모데나 레조 공작이던 보르소 데스테는 교황 바오로 2세에게 페라라 공작으로 임명되었다. 보르소와 그의 후임자들은 1597년까지 반독립 상태로서 페라라를 통치했고, 그 후부터는 교황령의 직접 통치를 받았다.

## 배경

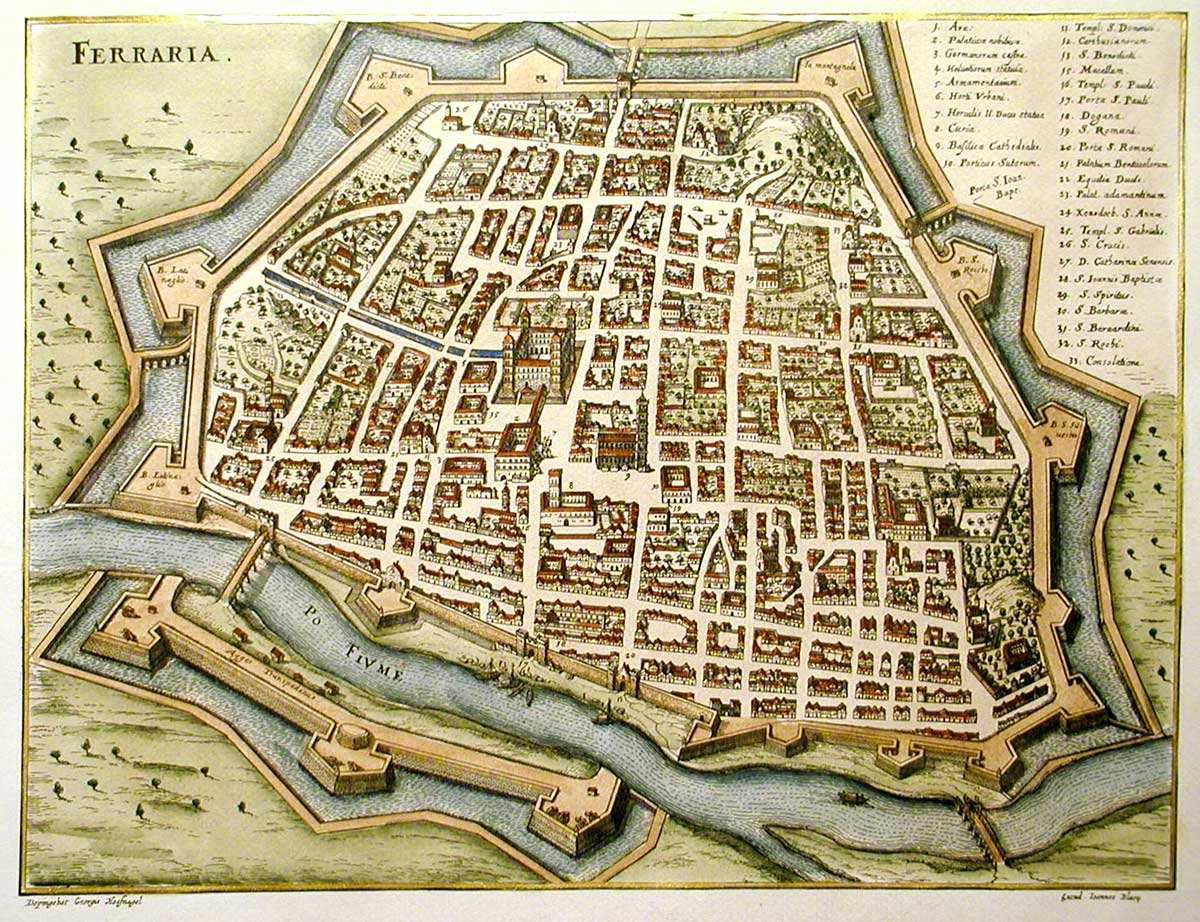
1600년 경 성벽과 호에 둘러쌓인 페라라.

페라라의 기원은 확실치 않다. 포강 하구의 석호에 정착한 사람들이 세웠다고 전해진다. 두 개의 초기 정착지가 있는데: 하나는 대성당 인근이며, 또 다른 하나는 볼라노(Volano) 해협으로 향하는 해안가의 반대편에 있는 산피에트로(San Pietro) 지구인 카스트룸 비찬티노(castrum bizantino)이다. 페라라는 서기 753년 롬바르디아족의 왕 데시데리우스의 기록에서 비잔티움 제국의 라벤나 관구의 일부로 처음 등장한다. 데시데리우스는 757년 교황 스테파노 2세에게 'ducatus ferrariae ("페라라 공국")을 약속받았다.

## 중세 시대
984년에 페라라는 신성 로마 제국의 황제 오토 1세의 조카인 모데나와 카노사 백작 테달도 디 카노사에게 영지로 수여되었다. 그후부터 페라라는 독립 상태가 되었지만, 1101년 토스카나의 마틸데에 의해 점령당해 합병당했다. 이 시기 페라라는 몇몇 대가문의 통치를 받았는데, 이중에는 그중에서도 주요 가문인 아델라르디 (Adelardi) 또는 알레아르디 (Aleardi) 가도 있었다.
1146년 아델라르디 가의 마지막 후손인 굴리엘모 2세가 사망함으로서, 그의 재산은 그의 조카 마르케셀라 (Marchesella)가 에스테 가의 오비초 1세에게 시집을 가면서 지참금으로 넘겨졌다. 페라라에 들어선 신 가문과 기존의 주요 가문인 살린구에라 (Salinguerra) 가문 사이에 엄청난 적대감은 있었지만, 에스테 가의 아초 7세가 1242년 종신 포데스타 후보에 오르면서 분쟁이 발생했다. 1259년 아초는 전투 도중 에첼리노 3세 다 로마노에게 포로 잡히고 말았다. 아초의 손자인 오비초 2세 (1264–1293)는 그의 자리를 이어받아, 1264년 대중들의 지지로 페라라의 종신 영주가 되었다.
그 이후로부터 에스테 가는 페라라에 정착했다. 오비초는 또한 인근 지역들인 모데나를 1288년에, 레조를 1289년에 영주가 되었다.
니콜로 3세는 몇몇 교황들을 접대했는데, 특히 그중에는 1438년 페라라에서 공의회를 연 교황 에우제니오 4세도 있었다. 1452년 프리드리히 3세는 니콜로의 아들이자 후임자인 보르소를 모데나와 레조의 초대 공작으로 임명하였다. 1471년 페라라는 교황령의 봉지로 공식적으로 인정받았고 교황 바오로 2세에 의해 보르소는 페라라 공작으로 임명됐다. 에르콜로 1세가 베네치아와의 전쟁을 했었고 페라라의 부를 증대시켰다.

## 르네상스

### 에르콜레 1세
에르콜레 1세는 메디치 가 다음으로 15세기 말에서 16세기 초 이탈리아에서 가장 활발한 예술 후원가 중 한 명이였다. 그의 통치 시기 페라라는 음악과 더불어 시각 예술로 유명해지며, 문화의 중심지로 성장했다. 화가들은 플랑드르 예술가들과 그들의 기술들과의 관계를 확립하고, 색과 구성 선택에 영향을 끼쳤다.
유럽 여러 곳에서 페라라로 찾아온 작곡가들이 많았는데, 특히 프랑스와 플랑드르 출신들이 그랬다. 조스캥 데 프레는 에르콜레 공작을 위해 한 차례 일을 맡기도 했었다(그를 위해 Missa Hercules dux Ferrariæ 라는 곳을 썼다). 야코프 오브레히트도 페라라를 두 차례 방문하기도 했다(1505년에 페라라에서 전염병이 발생한 동안 사망하고 만다). 앙투안 브뤼멜도 1505년부터 궁실의 음악가로 일했다. 에르콜레의 아들 알폰소 1세 역시도 예술 후원가여서, 기악에 대한 그의 선호는 페라라가 류트 작곡의 중요한 중심지가 되게 하였다.
페라라의 건축물은 1484년 에르콜레 공작에게 도시 재계획을 요청받은 비아조 로세티의 천재성에서 이득을 봤다. "아디치오네 에르쿨레아"라는 결과물은 르네상스 계획 도시의 가장 중요한 곳 중 하나이자 가장 아름다운 예시 중 하나이며, 유네스코가 페라라를 세계유산에 등록하는데 기여를 했다.

### 알폰소 1세

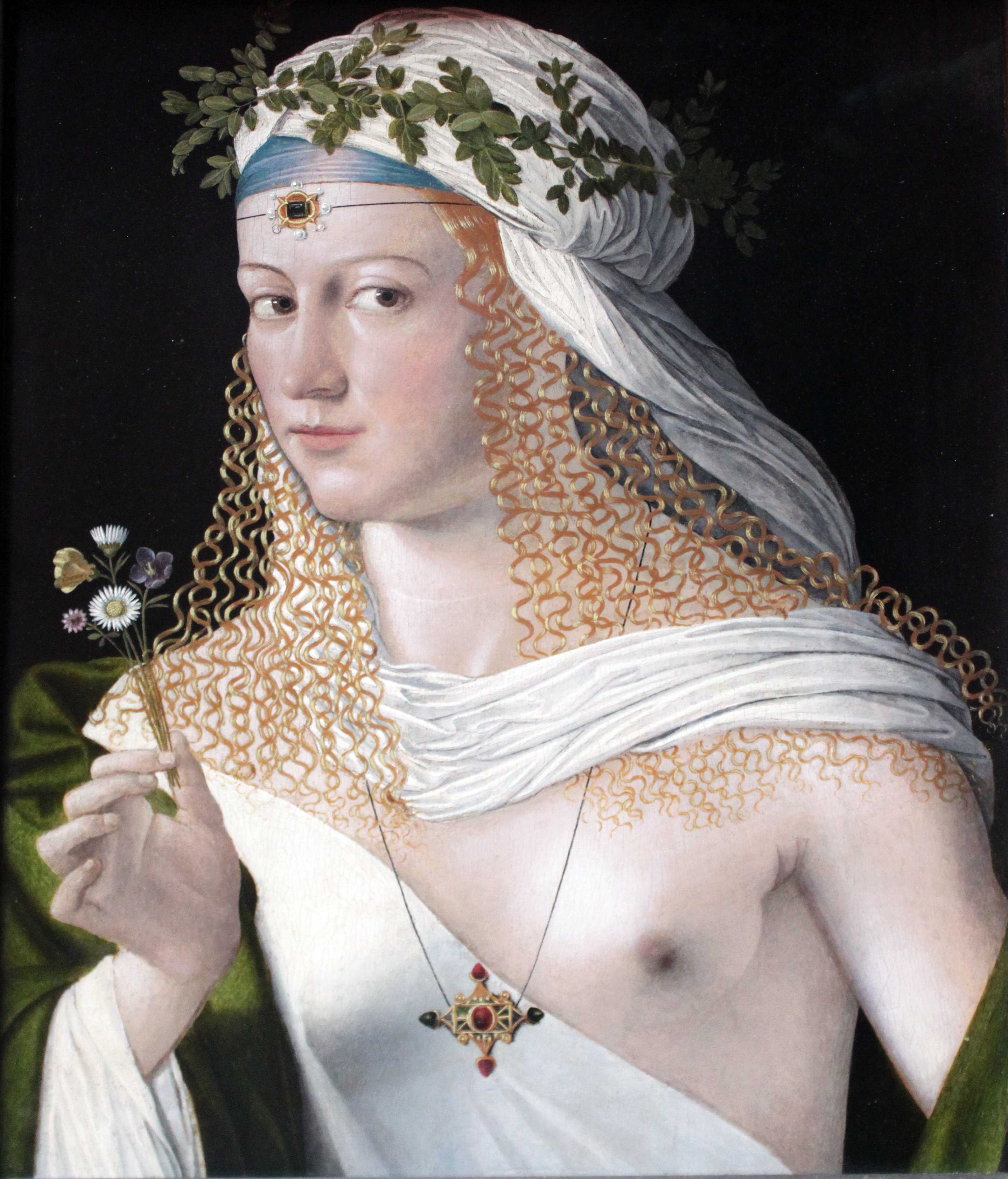
바르톨로메오 베네토가 그린 "여성의 초상화"이며, 전통적으로 루크레치아 보르자로 추정한다.

에르콜레 1세의 아들인 알폰소 1세(1476~1534)는 그 악명높은 루크레치아 보르자와 혼인했고, 베네치아와의 전쟁을 승리로 이끌었다. 1510년 그는 교황 율리오 2세에게 파문당했는데, 캉브레 동맹전쟁(1508~1516)중 교황령과 베네치아가 동맹을 맺고 프랑스와 다툴때 프랑스편에 가담하였기 때문이다. 그는 1512년 라벤나를 방어중인 교황군을 격퇴시켰다. 에스테 가의 다른 사람들처럼 루크레치아도 성체 축일 수녀원에 묻혔다.
알폰소는 후임 교황들과 강화 조약을 맺었다. 그는 1518년부터 아리오스토의 후원자 중 한 명이였다. 그의 아들 에르콜레 2세는 루이 12세의 딸 르네 드 프랑스와 혼인했다.

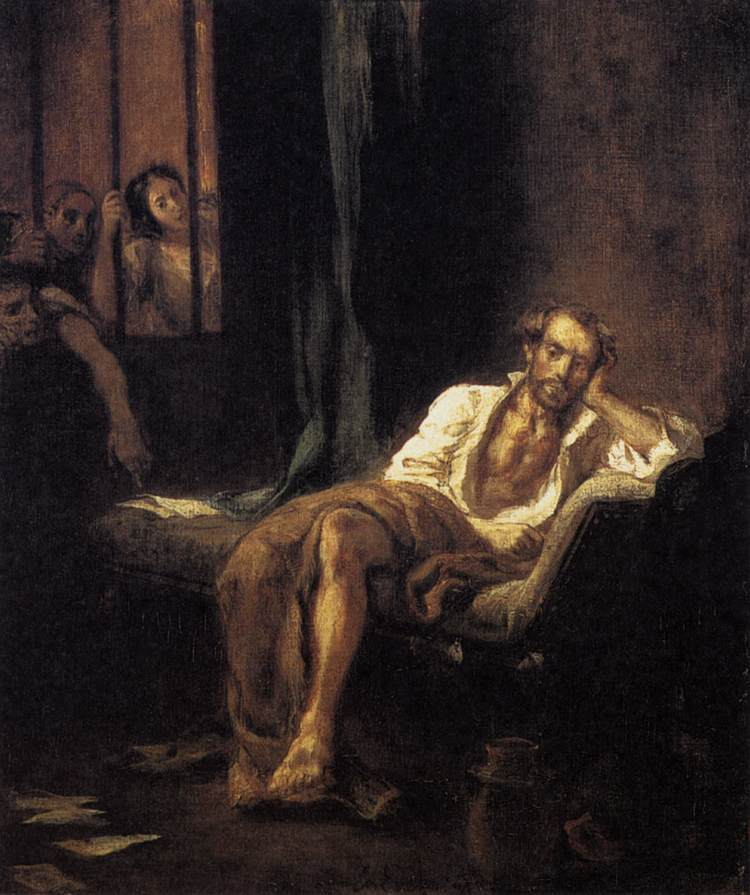
외젠 들라크루아가 그린 페라라의 성 안나 병원에 있는 토르콰토 타소.

### 알폰소 2세
에르콜레 2세의 아들 알폰소 2세는 토스카나의 대공 코시모 1세의 딸 루크레치아와 혼인했고, 그 후에는 신성 로마 제국의 황제 막시밀리안 2세의 자매인 바르바라와, 마지막에는 만토바 공작의 딸 마르게리타 곤차가와 혼인했다. 그는 페라라의 영광을 최고점까지 끌어올렸고, 예술과 과학을 좋아하던 그의 취향으로 토르콰토 타소, 조반니 바티스타 구아리니, 체사레 크레모니니 등의 후원자이기도 하여, 그들을 항상 그의 궁전에 두었다. 알폰소 2세 통치 시기, 페라라는 로마, 피렌체, 밀라노 같은 전통적인 음악의 중심지같은 대단한 음악 시설들을 갖춘 부유한 중심지로 발전했으며, 이탈리아내에서 경쟁관계는 베네치아 밖에 없었다. 루차스코 루차스키, 로도비코 아고스티니 같은 작곡가들, 그후에는 전위 예술 성향을 띄는 대표적인 작곡가인 카를로 제수알도는 페라라에서 거장 여가수들인 라우라 페베라라, 안나 구아리니, 리비아 다르코등이 참여한 그 유명한 숙녀 앙상블(Concerto delle donne)를 포함한 재능있는 거장 연주가들을 위해 작곡 작업을 했다. 빈첸초 갈릴레이는 루차스키의 작품을 칭찬했으며, 지롤라모 프레스코발디와 함께 작업을 했다.
1570년 페라라 지진으로 피해를 입기도 했다.
1597년 알폰소가 사망했을때, 적법한 남자 후계자가 없었다. 에스테 가의 영지는 알폰소의 친척인 체사레 데스테가 상속했다. 하지만 이 상속은 교황 클레멘스 8세가 인정하지 않았다. 페라라는 코마키오가 그랬던거처럼 상속자가 없는 빈 영지로서 교황이 획득했다. 에스테 가는 모데나와 레조는 유지하여, 1796년까지 소유했다.

## 페라라, 모데나와 레조의 에스테 영주들
- 오비초 2세 데스테 1264-1293
- 아초 8세 데스테 1293-1308
- 알도브란디노 2세 데스테 1308-1326
- 오비초 3세 데스테 1317-1352
- 니콜로 1세 데스테 1317-1335
- 알도브란디노 3세 데스테 1335-1361
- 니콜로 2세 데스테 1361-1388
- 알베르토 데스테 1388-1393
- 니콜로 3세 데스테 1393-1441
- 레오넬로 데스테 1441-1450

## 페라라, 모데나와 레지오 공국의 에스테
- 보르소 데스테 1450-1471 (1452년부터 모데나와 레지오의 공작, 1471년부터 페라라의 공작)
- 에르콜레 1세 데스테 1471-1505
- 알폰소 1세 데스테 1505-1534
- 에르콜레 2세 데스테 1534-1559
- 알폰소 2세 데스테 1559-1597
  - 1597년부터 교황령

## 같이 보기
- 페라라
- 에스테 가문
- 이탈리아 도시의 역사
- 신성 로마 제국